# Kamienica przy ul. Przejście Garncarskie 8 we Wrocławiu
Kamienica przy ul. Garncarskiej 8 – zabytkowa kamienica na wrocławskim Rynku, w wewnętrznej części tretu w Przejściu Garncarskim.

## Historia kamienicy

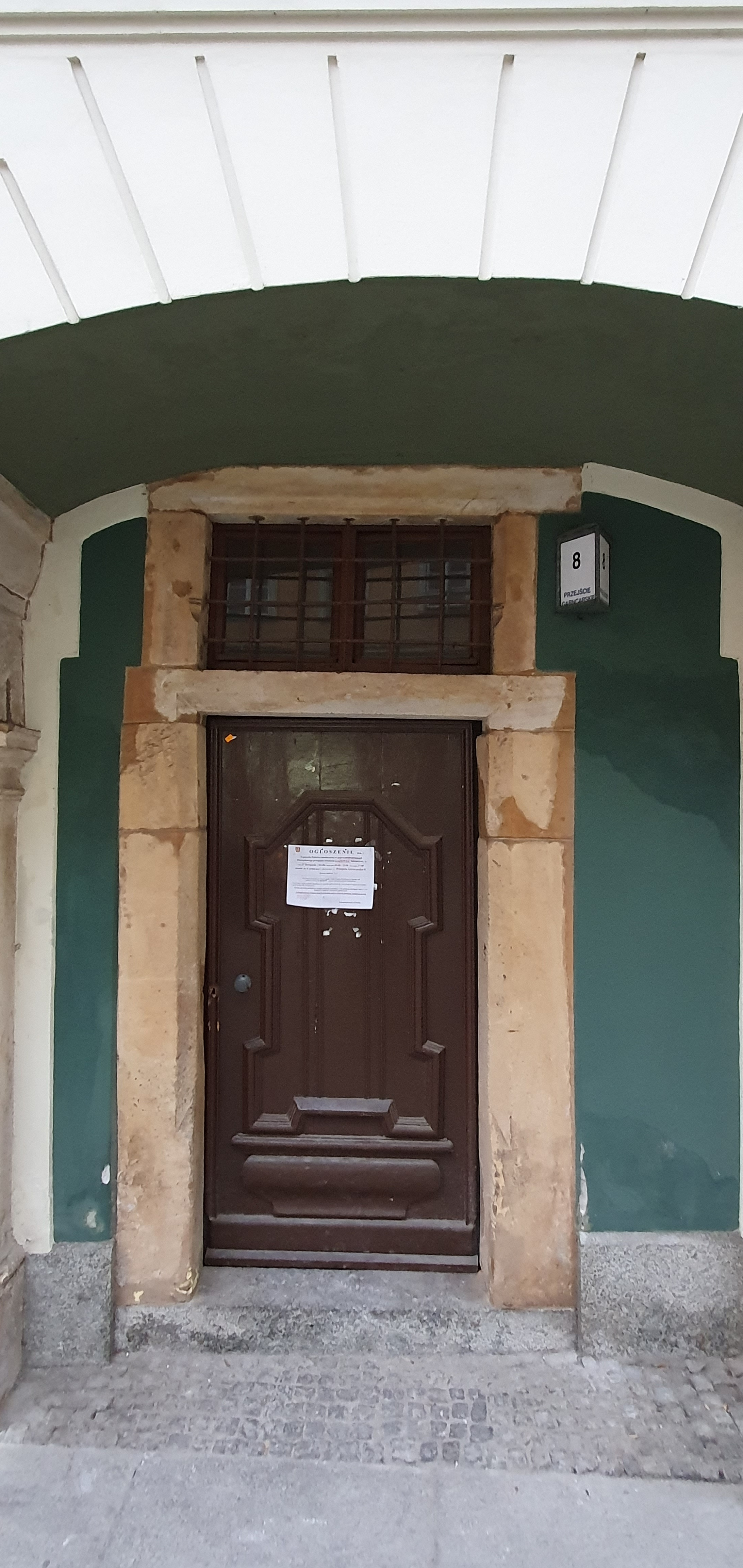
Renesansowy portal

W miejscu gdzie dziś wznoszą się kamienice przy Przejściu Garncarskim, od XV wieku znajdowały się Kramy Płócienników sprzedających tu swoje wyroby z surowego białego wzorzystego płótna lnianego. Najwcześniejsza wzmianka o uliczce płócienników pochodzi z 1423 roku, choć wzmianka o samych kramach zwanych podcieniami płócienników pochodzi z 1299 lub z 1346 roku. Nazwa ta wiąże się z drewnianymi kramami w formie bud, nakrytych pulpitowym dachem wysuniętym w stronę przejścia. Kramy stały po obu stronach przejścia i sięgały od południa do Kramów Bogatych, a od północy do Smartuza. W XV wieku Kramy Bogate zostały powiększone o tylne trakty, które w okresie renesansowym przekształciły się w dwutraktowe, jednopiętrowe szczytowe kamienice o dekorowanych fasadach i frontach. Z tego okresu i w tej formie zachowały się obecne kamienice nr od 6 do 12.
Kamienica nr 8 została wzniesiono około 1520 roku. W pierwszej połowie XVIII wieku została przebudowana z zachowaniem elementów późnogotyckich i renesansowych. Obecna trzykondygnacyjna kamienica okapowa z dwukondygnacyjnym poddaszem doświetlonym poprzez lukarny od strony północnej, pokryta jest dachem mansardowym w okładzie kalenicowym. Elewacja od tej strony ozdobiona jest dwuosiowym wykuszem wspartym na kamiennych kroksztynach podtrzymywanych na trzech renesansowych toskańskich półkolumnach i konsolach z 1550 z niewielkimi barokowymi uzupełnieniami. Pod nim umieszczony został prosty, prostokątny portal z nadświetlem; okna otoczone są opaskami z charakterystycznymi dla okresu gotyckiego sfazowaniami i barokowymi płycinami. Okna na elewacji południowej posiadają podobne opaski okienne oraz barokowe podokienniki w kształcie lamberkinów. Wschodnia część kamienicy jest wąską jednoosiową, czterokondygnacyjną nadbudówką w układzie szczytowym, pod którą znajduje się brama prowadząca do Przejścia Żelaźniczego.
Podczas działań wojennych w 1945 roku kamienica nie uległa dużym zniszczeniu, a nad jej odbudową w 1960 roku czuwała architekt Halina Dziurowa.